# 周思稷
周思稷（1535年—1589年7月31日），字子相，號養初，湖廣黃州府麻城縣人，軍籍，明朝政治人物。

## 生平
隆慶元年（1567年）丁卯科湖廣鄉試第七十四名舉人。隆慶二年（1568年）中式戊辰科會試第九十五名，三甲第二百三十二名進士。授浙江临海县知县，历升吏部验封司署员外郎，萬曆四年（1576年）正月升山东右参议，六年正月升本省副使，九年二月升河南左参政，十二年六月降补广州左参议，推補分守川北道參議，於萬曆十七年六月二十日在家染病身故

## 家族
曾祖周坎，贈兵科左給事中；祖父周文雍，壽官；父周法。嫡母陳氏；生母毛氏。慈侍下。弟思穆、思稼。